# Línguas mazatecas

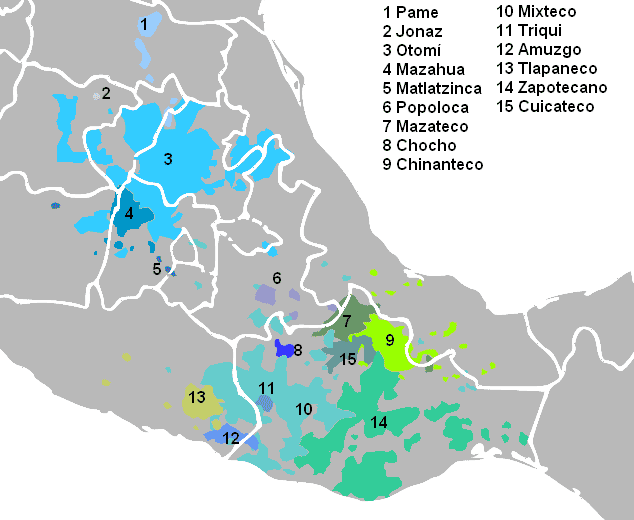
Línguas Chinantecas - nº 7, verde “oliva”, centro-leste

As línguas Mazatecas formam um grupo de línguas mesoamericanas do México bastante relacionadas entre si e faladas por cerca de 200 mil pessoas que vivem na áreas da Sierra Mazateca, parte norte do estado de Oaxaca no sul do país, bem como em áreas adjacentes dos estados de Puebla e Veracruz.

## Falantes
Em 2005 foram identificados cerca de 200 mil falantes das mazatecas conforme  INEGI.  Aproximadamente 80% desses falantes usam o espanhol para alguns objetivos. Porém, muitas crianças mazatecas conhecem muito pouco ou nada da língua castelhana ao iniciar a escola.
A língua mazateca (uma do grupo) tem presença forte muitas pequenas comunidades menores da grande área mezateca, sendo que em muitas áreas é falada pela maioria da população, embora venha perdendo espaço para o espanhol em cidades maiores como  Huautla de Jimenez e Jalapa de Díaz.

## Classificação
O grupo é muitas vezes descrito como se fosse uma língua única, a mazateca, mas como há muitas variantes que não são mutuamente inteligíveis, uma melhor definição do mazateco seria o de grupo línguístico.  As línguas são classificadas como parte das línguas popolocanas, sub-grupo das otomangueanas. Conforme a lei mexicana dos direitos línguísticos, as mezatecas são reconhecidas como “línguas nacionais” junto com outras línguas ameríndias locais e o espanhol.
Entre as línguas popolocanas figuram ainda a popoloca, a ixcateca e as línguas chocho. Daniel Garrison Brinton foi o primeiro a classificar as mazatecas junto as zapotecas Porém, em 1892, o próprio Brinton mudou sua clasasificação e posicionou as mazatecas junto com  a língua chapianaca, mangue e as chibchanas.
Comparações mais antigas feitas por Morris Swades, Roberto Weitlaner e Stanley Newman iniciaram os estudos para comparar as línguas otomangueana  e uma discípula de Weitlaner, María Teresa Fernandez de Miranda, foi a primeira a propor uma reconstrução das popolocanas. Ela citou os dados das mazatecas, mas não as classificou entre as popolocanas.</ref>
Trabalhos posteriores  de Sarah Gudschinsky do Summer Institute of Linguistics reconstruíram totalmente um grupo de línguas proto-Mazatecas  (Gudschinsky 1956) e um grupo proto-popolocano-mazateco (Gudschinsky 1959) .

## Línguas
O padrão ISO 639-3 considera a existência de oito línguas mazatecas, cujas denominação esse referem aos vilarejos onde são faladas
- Chiquihuitlán (2500 falantes em San Juan Chiquihuitlán. A mais divergente em relação às demais)
- Central
  - Huautla (50 mil falantes. A mais prestigiada do grupo)
  - Ayautla (3500 falantes em San Bartolome Ayautla. Muito similar a Huautla.)
  - Mazatlán (13 mil falantes em Mazatlán e áreas próximas. Bem similar a Huautla.)
- Eloxochitlán  ou  Jeronimo Mazatec (34 mil falantes em  San Jerónimo Tecóatl, San Lucas Zoquiapan, Santa Cruz Acatepec, San Antonio Eloxochitlán e outras vilas. Algo similar a Huautla)
- Ixcatlán (11 mil falantes em San Pedro Ixcatlan, Chichicazapa, Nuevo Ixcatlan. Algo similar a Huautla)
- Jalapa (16 mil falantes em San Felipe Jalapa de Díaz. Algo similar a Huautla)
- Soyaltepec (23 mil falantes em San Maria Jacaltepec e San Miguel Soyaltepec. Algo similar a Huautla)

Estudos sobre mútua inteligibilidade entre as comunidades mazatecas identificaram que a maioria das formas são próximas entre si, mas suficientemente distintas de modo que programas de alfabetização devem respeitar os padrões locais.. As  formas Huautla, Ayautla, e Mazatlán são cerca de 80% inteligíveis entre si; Tecóatl (Eloxochitlán), Jalapa, Ixcatlán e Soyaltepec se distinguem um pouco mais, sendo 70% inteligíveis com Hautla ou entre as próprias. Chiquihuitlán é bem divergente.

## Dialetos
A língua ou o grupo linguístico é dividido em diversos dialetos ou variantes, muitos dos quais não são mutuamente inteligíveisa. Os do oeste, os falados em Huautla de Jimenez, San Mateo Huautla, Santa Maria Jiotes, Eloxochitlán, Tecóatl, Ayautla e Coatzospan são geralmente chamados como das “terras baixas”, enquanto que aqueles do nordeste, os falados em en San Miguel Huautla, Jalapa de Díaz, Mazatlán de Flores, San Pedro Ixcatlán e San Miguel Soyaltepec, são chamados das “terras baixas”.
Esses dois grupos diferem principalmente por características fonéticas compartilhadas pelas línguas de cada um desse grupos, principalmente pelo modo como se pronuncia o fonema proto-mazacano  /*tʲ/. Naqueles das terras baixas, esse fonema se junta ao /*t/ antes das vogais /*i/ e /*e/; nos das terras altas se junta com  /*ʃ/ diante de /*k/.
O dialeto de San Miguel Huautla ocuopa uma posição intermediária apresentado características dos dois grupos acima. Há uma significativa divisão entre os dialetos, a geográfica e política que existiu entre 1300 e 1519. Durante a dominação azteca de 1456 a 1519, os territórios da terras altas eram governados a partir do que é hoje Teotitlán del Camino (Oaxaca e os das terras baixas a partir de Tuxtepec, divisão que existe até hoje.
Os dialetos das’’ terras baixas’’ se dividem naqueles ditos do Vale e no de San Miguel Huautla, no qual o som  /*tʲ/ é modificado para to /ʃ/ para  /*k/, como também  ocorre  em dialetos das terras altas, porém, em San Miguel Huautla esa mudança ocorreu depois da junção de /*tʲ/ com /*t/ diante de  /*i/ e /*e/. Nos dialetos do Vale ocorre a mudança de /*n/ para /ɲ/ em sequências com  /vogall-hn-a/ ou /vogal-hn-u/.
Os dialetos do Vale, por sua vez se dividem em meridionais (Mazatlán e Jalapa) e setentrionais (Soyaltepec e Ixcatlán). Nos do sul, ocorre a mudança de /*tʲ/ para /t/ diante de  /*k/ (mais tarde mudando *tk em  /hk/ no Mazatlán e simplificando para  /k/ em Jalapa). Nos dialetos do norte as mudanças são de /t͡ʃ/ para /t͡ʂ/ diante de  /*/a. O dialeto de Ixcatlán veio de uma separação do de  Soyaltepec ao mudar as sequências /*tʲk/ e /*tk/ em  /tik/ e /tuk/, respectivamente.
Os dialetos das’’ terras altas’’ se dividem naqueles do ’’oeste’’ e do ‘‘leste’’ (Huautla de Jimenez e Jiotes). Nos ocidentais a sequência /*ʃk/ se altera para /sk/ e nos orientais para /hk/. O de Huautla de Jimenez muda as sequências  /*tʲh/ para *ʃ antes de vogais curtas, enquanto que o de Santa Maria Jiotes junta a velar labializada oclusiva  kʷ com k.

## Fonologia
Como as outras línguas otomangueanas, as mazatecas têm uma complexa fonologia caracterizada por um sistema de tons bem complexo e por fonemas incomuns e quase exclusivas dessas línguas, tas como o uso de voz muito gutural , de voz sussurrante e também de sílabas ditas balísticas, súbitas e curtas (intensidade e tom especiais) . As listas seguintes de fonemas mazatecas se basearam na forma de Jalapa de Díaz publicada por Silverman, Blankenship, Kirk e (1995).

### Fonologia comparada
A variante mazateca cuja fonologia foi descrita em maior profundidade foi a de Jalapa de Díaz. A sua análise foi baseada num estudo acústico e em formas atuais de análise fonológicas. Apresenta-se aqui uma comparação entre uma prévia descrição do mazatec de Chiquihuitlán publicada por A. R. Jamieson do “Summer Institute of Linguistics” (SIL) em 1977. Essa análise mais antiga não se baseou em modernas análises acústicas e confiou mais em antigas teorias de fonologia, devendo ser vista como uma tentativa de análise. A grande diferença entre as duas análises é que a de Silverman considerou a distinção entre consoantes analisadas e aspiradas, enquanto que Jamieson analisou essas sequências de dois ou poucos mais fonemas, chegando a uma quantidade muito menor de fonemas consoantes.

#### Vogais
Há consideráveis diferenças entre as quantidades de vogais  das variantes de Huautla de Jímenez Mazatec que tem somente quatro vogais contrastantes  /i, e, a, o/, enquanto que a de Chiquihuitlán apresenta seis.
O mazateco de Jalapa tem um sistema de cinco vogais básicas apresentando contrastes entre anteriores e posteriores, abertas e fechadas, também com um meio aberta [o]. Outras distinções existem entre tons orais, nasais, sussurrantes e guturais e ainda entre sílabas balísticas e não balísticas.
|                    | Anterior | Anterior | Anterior    | Anterior | Posterior | Posterior | Posterior   | Posterior |
| Oral               | Nasal    | Gutural  | Sussurrante | Oral     | Nasal     | Gutural   | Sussurrante |           |
| ------------------ | -------- | -------- | ----------- | -------- | --------- | --------- | ----------- | --------- |
| Fechada            | [i]      | [ĩ]      | [ḭ]         | [i̤]      | [u]       | [ũ]       | [ṵ]         | [ṳ]       |
| Vogal meio fechada |          |          |             |          | [o]       | [õ]       | [o̰]         | [o̤]       |
| Aberta             | [æ]      | [æ̃]      | [æ̰]         | [æ̤]      | [ɑ]       | [ɑ̃]       | [ɑ̰]         | [ɑ̤]       |

O mazateco de Chiquihuitlán, por outro lado, apresenta seis vogais  com distinções para nasais. Jamieson não descreve as sussurrantes/guturais, mas em lugar disso descreve vogais interrompidas por consoantes glotais oclusivas ou aspiradas que podem corresponder àquelas características descritas como sussurrantes ou guturais respectivamente.
|                    | Anterior | Anterior           | Anterior           | Anterior | Posterior | Posterior          | Posterior          | Posterior |
| Oral               | Nasal    | interrompida por ʔ | interrompida por h | oral     | nasal     | interrompida por ʔ | interrompida por h |           |
| ------------------ | -------- | ------------------ | ------------------ | -------- | --------- | ------------------ | ------------------ | --------- |
| Fechada            | [i]      | [ĩ]                | [ḭ]                | [i̤]      | [u]       | [ũ]                | [ṵ]                | [ṳ]       |
| Vogal meio fechada | [e]      | [ẽ]                | [ḛ]                | [e̤]      | [o]       | [õ]                | [o̰]                | [o̤]       |
| Aberta             | [æ]      | [æ̃]                | [æ̰]                | [æ̤]      | [ɑ]       | [ɑ̃]                | [ɑ̰]                | [ɑ̤]       |

#### Consoantes
O mazateco de Jalapa apresenta um contraste triplo entre articulações aspiradas-surdas, sonoras e nasalização para plosivas, nasais e aproximantes. A consoante lateral [l] ocorre somente em palavras de origem estrangeira e a consoante vibrante simples  [ɾ] ocorre tão simplesmente em um único fonema, o clítico ɾa "(provavelmente)". Também são fonemas quase não usados aqueles bilabiais aspirados e oclusivas planas.

|                |               | Bilabial | Dental | Postalveolar | Velar | Glotal |
| Plosiva        |               | Bilabial | Dental | Postalveolar | Velar | Glotal |
| -------------- | ------------- | -------- | ------ | ------------ | ----- | ------ |
| Plosiva        | aspirada      | (pʰ)     | tʰ     |              | kʰ    |        |
| Plosiva        | plana         | (p)      | t      |              | k     | ʔ      |
| Plosiva        | prenasalizada | mb       | nd     |              | ŋɡ    |        |
| Africada       |               |          |        |              |       |        |
| aspirada       |               | tsʰ      | tʃʰ    |              |       |        |
| não aspirada   |               | ts       | tʃ     |              |       |        |
| prenasalizada  |               | nd͡z      | nd͡ʒ    |              |       |        |
| Fricativa      |               |          |        |              |       |        |
| surda          |               | s        | ʃ      |              | h     |        |
| Nasal/Oclusiva |               |          |        |              |       |        |
| surda          | m̥             | n̥        | ɲ̥      |              |       |        |
| plana          | m             | n̥        | ɲ      |              |       |        |
| Modal          | m̰             | n̰        | ɲ̰      |              |       |        |
| Aproximante    |               |          |        |              |       |        |
| surda          |               |          | ȷ̊      | ʍ            |       |        |
| plana          |               | (l)      | j      | w            |       |        |
| nasalizada     |               |          | j̃      | w̰            |       |        |
| Vibrante       | Vibrante      |          | (ɾ)    |              |       |        |

## Tons
Como ocorre em outras línguas otomangueanas, as línguas mazatecas são tomais o os tons representam um importante papel para distinção entre léxicos e categorias gramaticais. O ponto principal dos tons mazatecos está no fato de serem as mazatecas línguas assobiadas na maioria das suas comunidades, o que permite que haja falantes que têm conversas inteiras somente com assovios.
O sistema de tons difere de forma significativa entre as variantes:
- Jalapa apresenta três tons de nível (alto, médio, baixo) e pelo  menos seis de contorno (alto-médio, baixo-médio, médio-baixo, médio-alto, baixo-alto; alto-beixo-alto).[8]
- Chiquihuitlán tem um sistema ainda mais complexo com quatro de níveis (alto, médio alto, médio baixo, baixo) e treze de contorno (alto-baixo, médio alto-baixo, médio baixo-baixo, alto-alto (mais longo que o simples alto), médio alto- alto,  médio baixo-alto, baixo-alto; alto-aslto-baixo, meio alto-alto-baixio, médio baixo-alto-baixo, baixo-alto-baixo, baixo- meio alto-baixo, baixo-meio alto).
- Huautla de Jimenez apresenta tons diferenciadores em cada sílaba,[9] enquanto que o  de Chiquihuitlán s´faz a distinção em certas sílabas.[6] O de Huautla não apresenta sistema tonal sândi,[10] enquanto que o Soyaltepec[11] e o de Chiquihuitlán têm regras sândi bem complexas.[12][13]

## Assobios
A maioria das comunidades mazatecas faz uso do que se denomina linguagem assobiada, na qual as sutis variações da fala são produzidas quando se assobiam os contornos tonais de palavras ou frases. As línguas mazatecas foram bem  levadas a se tornar assobiadas pela grande carga de funcionalidade de tons da gramática e semântica mazatecas. Os assobios são muito comuns nas conversações entre jovens,, os quais podem ter longas conversações somente com assobios. Em geral, as mulheres não usam essa fala assobiada, bem como a maioria dos homens mais maduros. Os meninos aprendem a assobiar junto com o aprendizado da fala.
O uso dos assobios é mais usado para conversa a distâncias maiores, para chamar a atenção de alguém que está passando, para interferir em conversações de outros e também em conversas sobre negócios. Como os assobios não carregam informações sobre vogais a vogal, mas somente sobre o tom, muitas vezes os significados de palavras são ambíguos. Porém, como os assobios são usados para uma quantidade limitada de tópicos não há grandes dificuldades para entender o que é dito com base no contexto de uma frase.

## Escrita
As línguas Mazatecas usam o alfabeto latino:
- Entre as consoantes não há C, D nem G isoladas, embora haja os digrafos Ch, Nd, Ng; Não há as letras H, Q, V; Usam-se, além disso, os dígrafos Ny, Rr, Ts.

- vogais são as convencionais nas formas curta e longa (duplicada), mais as  formas a’a – e’e – i’i – o’o – u’u – ä – ë – ï – ö – ü.

## Gramática
Aqui se apresentam informações sobre o mazateco de Chiquihutlán
Verbos
As raízes verbais têm a forma consoante+vogal e são flexionados com prefixos oe sufixoss que marcam  pessoa e número do sujeito e também o aspecto do verbo. As vogais dos sufixos se fundem com aquelas das raízes.
Há 18 classes de verbos que se distinguem pela forma dos seus prefixos formadores das raízes. As classes 1, 2, 7, 10 e 15 cobrem os verbos intransitivos e as demais classes envolvem os verbos transitivos. Os verbos transitivos têm dois prefixos, uma para a terceira pessoa e para a primeira do singular e há outra para as demais pessoas. Há distinção entre primeira pesoa inclusiva e exclusiva.  A primeira e a segunda pessoas são distinguidas pelo tom.
Há as tradicionais três pessoas (1ª, 2ª, 3ª) e dois números (singular, plural), Para a 3ª pessoa, não há distinção de número, mas há diferenciação entre definido e indefinido. O número é definido, quando não perceptível, por pronomes livres e frases nominais.
São quatro aspectos verbais: completivo, continuativo, incompletivo e o neutro ( não marcado).
O modo completivo é formado pelo prefixo  /ka-/  à forma neutra do verbo, o continuativo pelo prefixo /ti-/. O aspecto  incompletivo apresenta um formo diverso para os prefixos formadores da raiz bem como padrões distintos de tons. Nos verbos incompletivos transitivos somente a primeira pessoa do singular e da terceira variam a partir da forma neutra, A primeira do plural e as duas segundas pessoas não variam.

## Publicações
Um programa em prol das línguas mazatecas vem sendo desenvolvido pela rádio XEOJN da CDI (Comissão Nacional para Desenvolvimento dos Povos Indígenas) em San Lucas Ojitlán, Oaxaca.
Uma coletânea de histórias da Bíblia foi publicada em mazatec pelas Testemunhas de Jeová e distribuída na forma de áudio pela internet.
O Novo Testamento é disponível nas diversas variantes mazatecas. Estão em formato PDF ou em áudio no site “Scripture Earth” da “Bible League” – Canadá.

## Amostra de texto
Nga ndindie xuta ngatsen de´e ko ngondsejen ngatjin-kjua nga xchandinkon nt'a ngondsejen ngatjin kokjin-tokon,kotjinkjua nga takie engajan skuendinkon xkjin.
Português
Todos os seres humanos nascem livres e iguais em dignidade e direitos. São dotados de razão e consciência e devem agir em relação uns aos outros com espírito de fraternidade. (Artigo 1º - Declaração Universal dos Direitos Humanos)